# Rodekruislaan
De Rodekruislaan is een laan in Paramaribo die loopt van de Dr. Sophie Redmondstraat naar de Verlengde Zinniastraat.

## Bouwwerken
De laan begint aan de Dr. Sophie Redmondstraat. Op nummer 3 bevindt zich het Nationaal Tuberculose Programma van het Bureau voor Openbare Gezondheidszorg (BOG) en het hoofdkantoor van de BOG zelf bevindt zich verderop in de laan. Ertegenover bevindt zich het Transvaal Sportcomplex.
Het Centraal Laboratorium van het BOG en het Surinaamse Rode Kruis bevinden zich op de kruising met de Gravenberchstraat. Op de tegenoverliggende hoek bevindt zich de Memre Boekoe-kazerne met de ingang van het Surinaams Legermuseum. Bij IAC International maakt de laan een hoek naar rechts en eindigt op de Verlengde Zinniastraat.

## Gedenkteken
Het volgende gedenkteken staat in de laan bij de ingang van het Surinaams Legermuseum:
| Onderwerp                                         | Type | Kunstenaar | Onthulling | Locatie              | Omschrijving                                                                      |
| ------------------------------------------------- | ---- | ---------- | ---------- | -------------------- | --------------------------------------------------------------------------------- |
| Monument oorlogsvrijwilligers in Nederlands-Indië | bank | onbekend   | 1948       | Memre Boekoe-kazerne | 3e Compagnie van de Surinaamse Schutterij, Japanse bezetting van Nederlands-Indië |